# Ben Sigmund
Ben Sigmund, né le 3 février 1981 à Blenheim, est un footballeur international néo-zélandais évoluant au poste de défenseur central.
Il est sélectionné pour la première fois en équipe de Nouvelle-Zélande de football en 2000 lors d'un match amical contre l'équipe d'Oman de football.
Il dispute la Coupe des confédérations 2009 et fait partie du groupe des vingt-trois sélectionnés pour la Coupe du monde de football de 2010.

## Carrière

### En club
- 2002-2006 : Canterbury United ( Nouvelle-Zélande)
- 2006 : Fawkner Blues ( Nouvelle-Zélande)
- 2006-2008 : Auckland City ( Nouvelle-Zélande)
- 2008- : Wellington Phoenix ( Nouvelle-Zélande)

### En sélection

#### Buts internationaux
| #  | Date             | Lieu                                         | Adversaire         | Score | Résultat | Compétition          |
| -- | ---------------- | -------------------------------------------- | ------------------ | ----- | -------- | -------------------- |
| 1. | 6 septembre 2008 | Stade Numa-Daly, Nouméa (Nouvelle-Calédonie) | Nouvelle-Calédonie | 1-0   | 3-1      | OFC Nations Cup 2008 |